# Čaršija

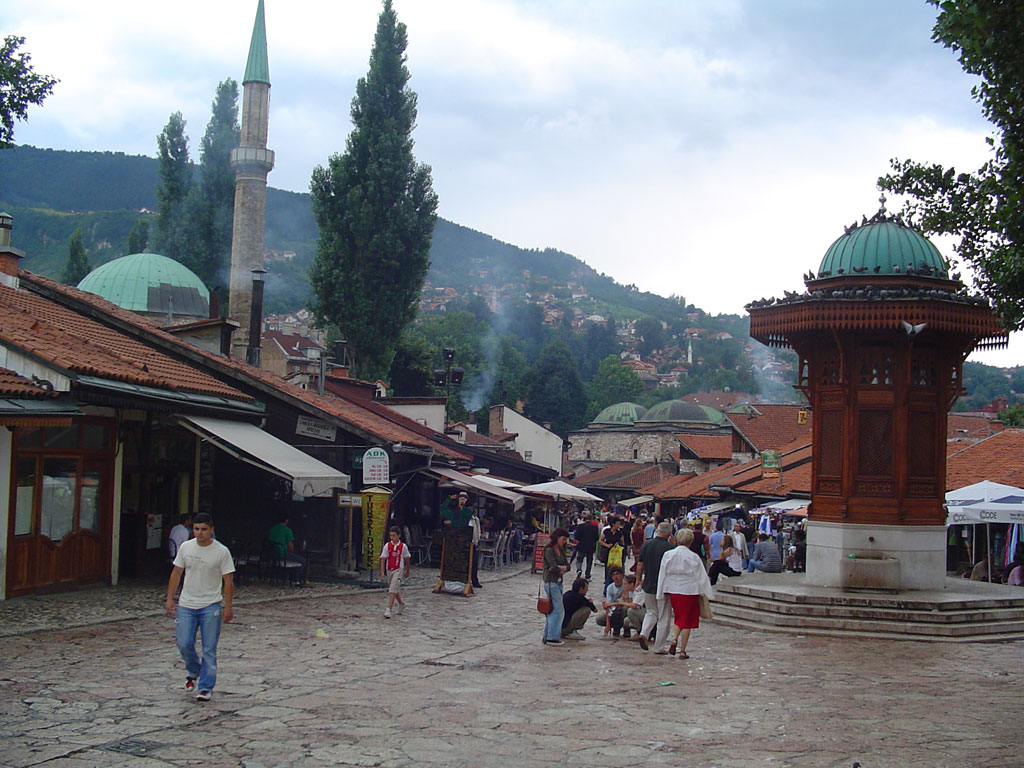
Le quartier de Baščaršija à Sarajevo

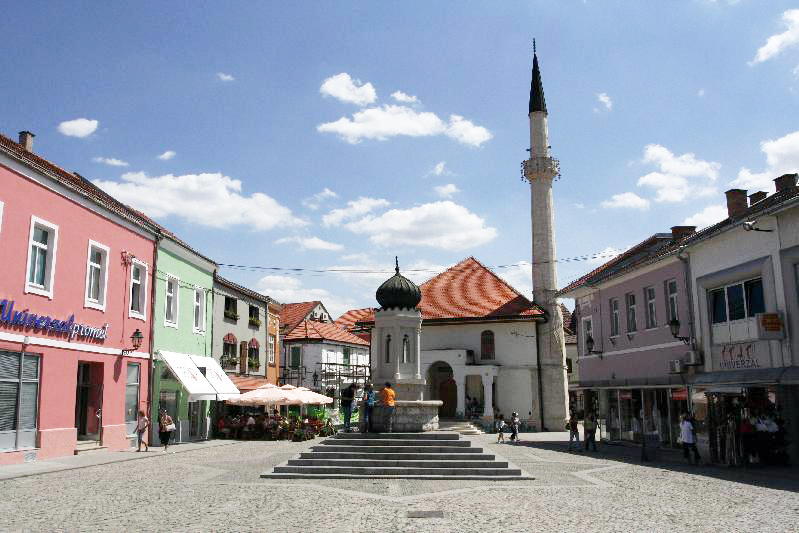
La čaršija de Tuzla

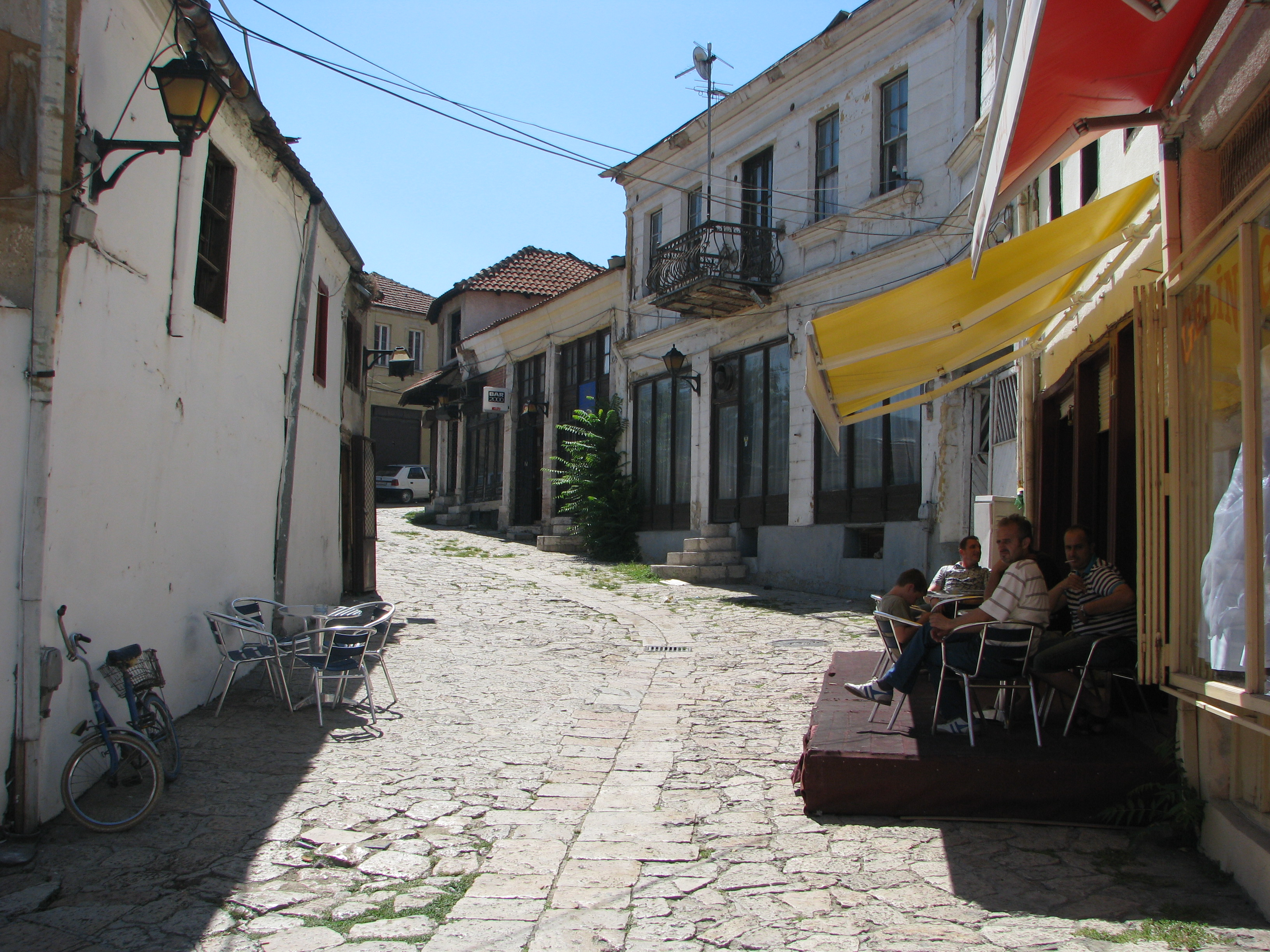
La vieille čaršija de Skopje

Une čaršija (en serbe cyrillique : чаршија ; au pluriel : čaršije / чаршије) est une structure urbaine caractéristique de l'époque ottomane dans les Balkans, notamment en Bosnie-Herzégovine, en Macédoine et en Serbie. Presque toujours située au centre de la ville, elle en concentre la plupart des activités économiques et commerciales.

## Caractéristiques
Par ses caractéristiques architecturales, la čaršija correspondait à une zone particulière de la ville, qui, selon l'architecte et théoricien Dušan Grabrijan, lui donnait son identité et reflète son esprit. Généralement organisée autour d'une mosquée (džamija), d'une fontaine (česma) et de diverses échoppes (dućani), elle abritait également des hammams, des bâtiments construits à la suite d'un waqf (une donation faite par un riche dignitaire), ainsi que l'administration de la ville et d'autres édifices officiels. Même si la čaršija puisait ses origines dans les traditions ottomanes et islamiques, en Bosnie-Herzégovine et en Serbie, elle présentait des caractéristiques originales par rapport à d'autres régions contrôlées par les Turcs : on y trouvait une tour de l'horloge (sahat-kula), des églises et des synagogues.
Aujourd'hui, la čaršija, quand elle a été préservée après le départ des Ottomans, a en partie changé sa fonction d'origine ; on y rencontre beaucoup de bâtiments modernes, tels que des centres culturels, des magasins, des restaurants et tout ce qui constitue l'identité de la vie moderne dans le milieu urbain.